# Rafael Quirosa-Cheyrouze y Muñoz
Rafael Quirosa-Cheyrouze y Muñoz (Tetuan, 1962) és un historiador nascut a Tetuan especialitzat en història contemporània d'Espanya. Catedràtic d'Història Contemporània a la Universitat d'Almeria, on dirigeix el grup d'investigació "Estudios del Tiempo Presente". Ha dictat diverses conferències sobre la història recent d'Espanya.

## Biografia
Rafael Quirosa va néixer a Tetuan, Marroc, en 1962. Allí va viure fins que es trasllada a Almeria en 1969. Va estudiar batxillerat a l'INB Nicolás Salmerón i diplomatura en Filosofia i Lletres en el Col·legi Universitari d'Almeria. En 1985 obté la llicenciatura en Història Contemporània per la Universitat de Granada. En 1986 llegeix la memòria de llicenciatura “La Guerra Civil en Almería: Aspectos políticos”, sota la direcció del Dr. Octavio Ruiz-Manjón Cabeza. La Guerra Civil a Almeria és el tema de la seva tesi doctoral.
Doctor en Història per la Universitat de Granada en 1994, és catedràtic de la Universitat d'Almeria (UAL) en l'àrea d'Història Contemporània. En aquesta Universitat va ser secretari del Departament d'Història, Geografia i Història de l'Art, entre els anys 1993 i 1995, vicerector d'Estudiants, (1995-1997), vicedegà de la Secció de Filosofia i Lletres de la Facultat d'Humanitats i Ciències de l'Educació, entre 2004 i 2008, vicedegà d'Ordenació Acadèmica de la Facultat d'Humanitats (2008-2009) i vicerector d'Estudiants i Ocupació, entre 2009 i 2011. És professor-tutor del Centre Associat de la Universitat Nacional d'Educació a Distància (UNED) a Almeria.
Publica diversos articles i monografies sobre Espanya i Almería contemporànies: educació en el segle xix, època de Carles IV d'Espanya. En 1983 forma part de l'equip que va redactar “Almería”, enciclopèdia editada per Anel. En 1986, amb motiu del 50 aniversari de la Guerra Civil, participa en col·loquis i congressos a Salamanca, Granada i Almeria (Homenatge al Pare Tapia). Va ser director del Congrés d'Història de les organitzacions socialistes en Andalusia en 1992. Coordinador d'activitats culturals com l'exposició “Cinco siglos de historia”, en commemoració de la conquesta d'Almeria en 1489 pels Reis Catòlics.
És membre fundador de la Societat d'Estudis sobre la Guerra i el Franquisme (SEGUEF) i president de la Societat d'Estudis Històrics D'Almeria (SEHAL). Juntament amb Eusebio Rodríguez ha estudiat les activitats de la guerrilla antifranquista. És coordinador de projectes en relació amb la recuperació de la Memòria Històrica convocats per la Conselleria de Justícia de la Junta d'Andalusia. És responsable del Grup de recerca “Estudios del Tiempo Presente”, inclòs en el Pla Andalús de recerca de la Conselleria d'Innovació, Ciència i Empresa de la Junta d'Andalusia amb el codi HUM-756.
Ha dirigit els projectes de recerca “Parlamentarios Andaluces durante la Transición a la Democracia”, finançat per la Junta d'Andalusia, “Movimientos y conflictos sociales durante el segundo franquismo y la Transición a la democracia en la Andalucía mediterránea”, projectr I+D del Ministeri d'Educació i Ciència, i “La Transición en los municipios de la provincia de Almería”. “La democracia llega a los pueblos (1976-1983)”, gràcies a un acord signat entre la Universitat i la Diputació Provincial d'Almeria.
Des de l'any 2000 se celebra en la Universitat d'Almeria un congrés, amb caràcter internacional des de 2005, sobre la Història de la Transició a Espanya, dirigit per Rafael Quirosa i organitzat pel grup de recerca de la Universitat "Estudios del Tiempo Presente". En 2015 la seva VI edició compta amb més de 100 assistents de diversos països d'Europa, Xile o el Japó.
Rafael és germà de la poetessa i editora almerienca Pilar Quirosa-Cheyrouze y Muñoz.

## Obra
- “Almería” (1983, participació en enciclopèdia de 4 toms)
- “Homenaje al Padre Tapia” (1986, varios autores)
- “La Guerra Civil en Almería: Aspectos políticos” (1986, memòria de llicenciatura)
- “Política y Guerra Civil en Almería” (1986)[6]
- “Almería, cinco siglos de historia” (1990, con María Dolores Jiménez Martínez –coordinadores- y varios autores más)[7]
- “Represión en la retaguardia republicana 1936-39” (1994, tesi doctoral)[8]
- “El Colegio de Abogados de Almería” (1996, amb Javier Fornieles Alcaraz)[9]
- “Almería, 1936-37. Sublevación militar y alteraciones en la retaguardia republicana” (1996)[10]
- “Almería, cien años de historia. 1900-1997” (1997, con Javier Fornieles Alcaraz)[11]
- “Católicos, monárquicos y fascistas en Almería durante la Segunda República” (1998)[12]
- “Parlamentarios de Almería en la Transición a la Democracia” (2004, con Mónica Fernández)[13][14]
- “Poder local y transición a la democracia en España” (2010, con Mónica Fernández)[15]

### Edició d'obres col·lectives
- “La transición en Andalucía” (2002, coordinador con Encarnación Lemus López, varios autores)[16]
- “Historia de la Transición en España. Los inicios del proceso democratizador” (2007)
- “Prensa y democracia. Los medios de comunicación en la Transición” (2009)
- “La sociedad española en la Transición. Los movimientos sociales en el proceso democratizador” (2011)

### Internet
- Estudios del Tiempo Presente. Grupo de investigación Arxivat 2019-02-08 a Wayback Machine.